# Катран Міцукурі
Катран Міцукурі (Squalus mitsukurii) — акула з роду Катран родини Катранові. Інші назви «короткошипий катран», «короткоспинний катран».

## Опис
Загальна довжина досягає 89,8 см, в середньому — 76—82 см. Голова середнього розміру. Морда помірно довга та широке, параболічної форми. Очі великі, розташовані ближче до кінчика морди. Ніздрі розташовані ближче до кінчика морди. Відстань від кінчика морди до очей майже вдвічі більше за довжину ока. На верхній губі присутні шкіряні складки. Тулуб товстий. Шкіряна луска дрібна, у дорослих особин є численні зазублини. Грудні плавці широкі з дещо увігнутою задньою крайкою, вузькими закругленими кінчиками. Має 2 спинних плавці з дуже гострими шипами. Передній спинний плавець більше за задній. Шип на передньому плавці на 1/3 нижче висоти плавця. Шип заднього плавця майже досягає довжини плавця й сягає 6 % довжини тіла. Хвостовий плавець довгий, вузький, веслоподібний. Його задній край має зубчасту крайку. Анальний плавець відсутній.
Забарвлення спини та боках сіре або перлисто-сіре. Очі зеленого кольору. Черево має світліший колір. Плавці зі світлими задніми облямівками.

## Спосіб життя
Тримається на глибинах від 30 до 1000 м. Частіше — до 600 м. Полює на здобич суто біля дна, є бентофагом. Живиться переважно дрібними костистими рибами (близько 50% раціону), головоногими молюсками, ракоподібними, іноді дрібними видами котячих акул.
Статева зрілість настає у самців при розмірі 64 см, самиць — 72 см. Це яйцеживородна акула. Вагітність триває до 2 років. Самиці народжують від 4 до 9 акуленят завдовжки 22—26 см.
Тривалість життя 18—27 років.

## Розповсюдження
Мешкає у помірних та субтропічних морях усіх океанів, окрім Північного Льодовитого океану. Зустрічається біля узбережжя Африки, Китаю, Індокитаю, Японії, Тайваню, Північної та Південної Америки, Австралії, Нової Зеландії, Гавайських островів, Нової Каледонії.